# Nore og Uvdals kommun
Nore og Uvdals kommun (norska: Nore og Uvdal kommune) är en kommun i Buskerud fylke i Norge. Den är fylkets till ytan största kommun. Centralort är tätorten Rødberg.
Angränsande kommuner är Hol, Ål och Nesbyen i norr, Flå och Sigdal i öster, Rollag, Tinn och Vinje i söder samt Eidsfjord i väster. Stora delar av Hardangervidda ligger inom kommunens gränser.
Kommunens högsta punkt är Borgsjåbrotet på 1 485 meter över havet, på gränsen till Tinns kommun i Telemark fylke i söder.
De flesta invånarna bor i orterna Nore, Rødberg och Uvdal.

## Administrativ historik
Nore og Uvdals kommun upprättades den 1 januari 1962 genom en sammanslagning av de tidigare kommunerna Nore och Uvdal. Kommunen hade 3 188 invånare vid upprättandet. Sedan dess har kommunens gränser förblivit oförändrade.

## Tätorter
I Nore og Uvdals kommun finns en tätort:
- Rødberg (centralort)

## Socknar
Inom Norska kyrkan är Nore og Uvdals kommun indelad i tre socknar:
- Nore socken
- Tunhovds socken
- Uvdals socken

Socknarna ingår i Kongsbergs prosteri i Tunsbergs stift.

## Bilder

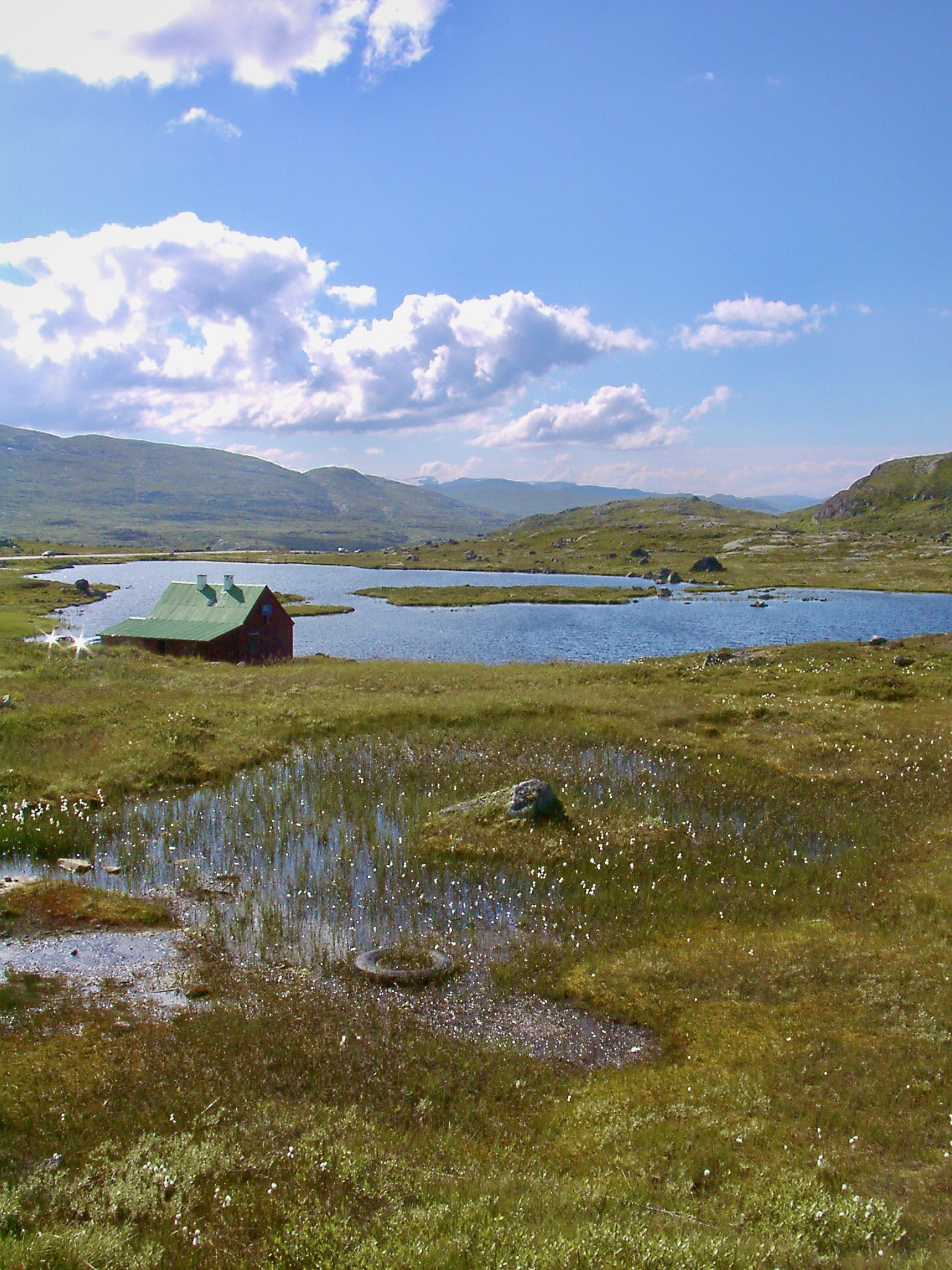
Hardangervidda.
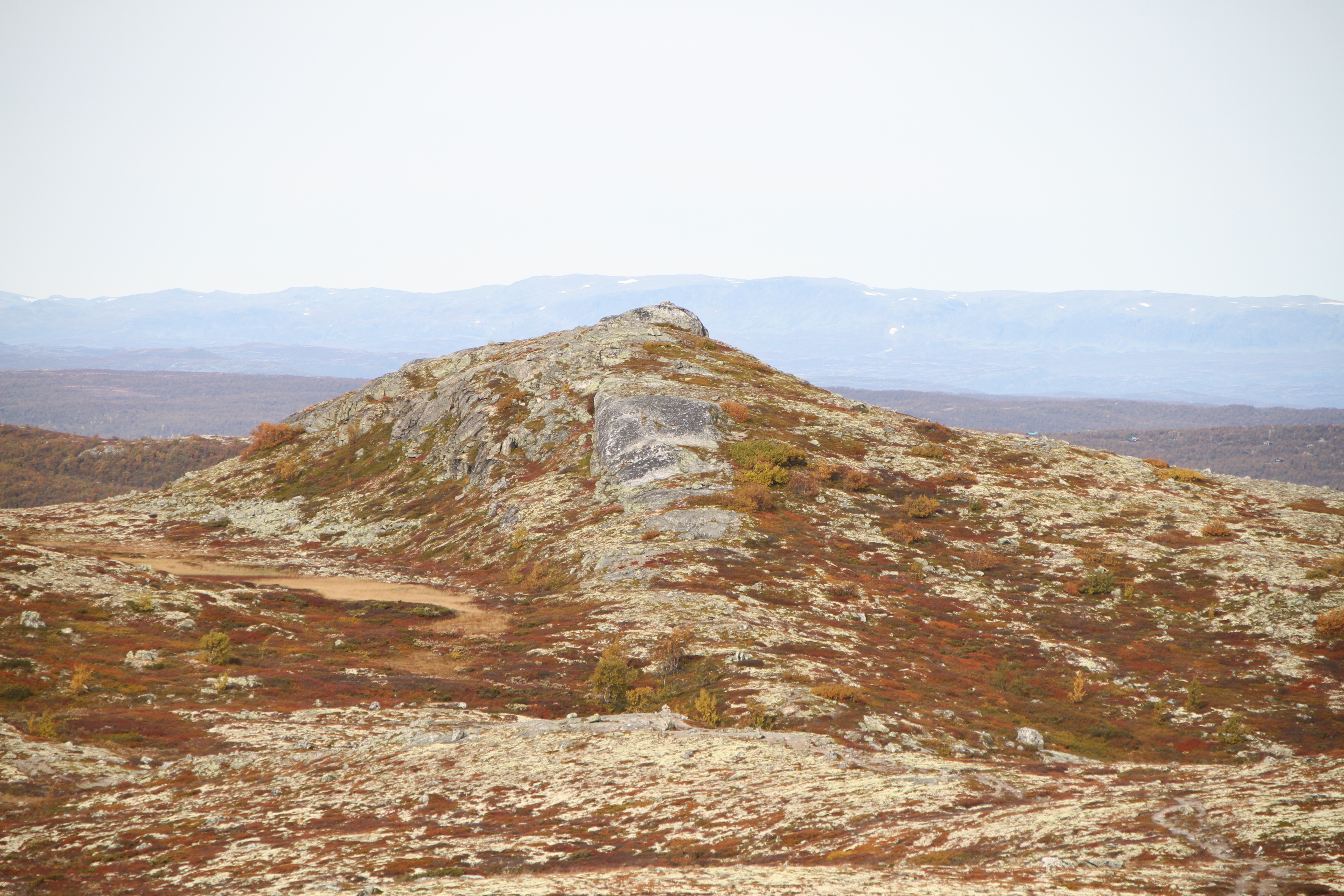
Sigridfjell (1231 m ö.h.)
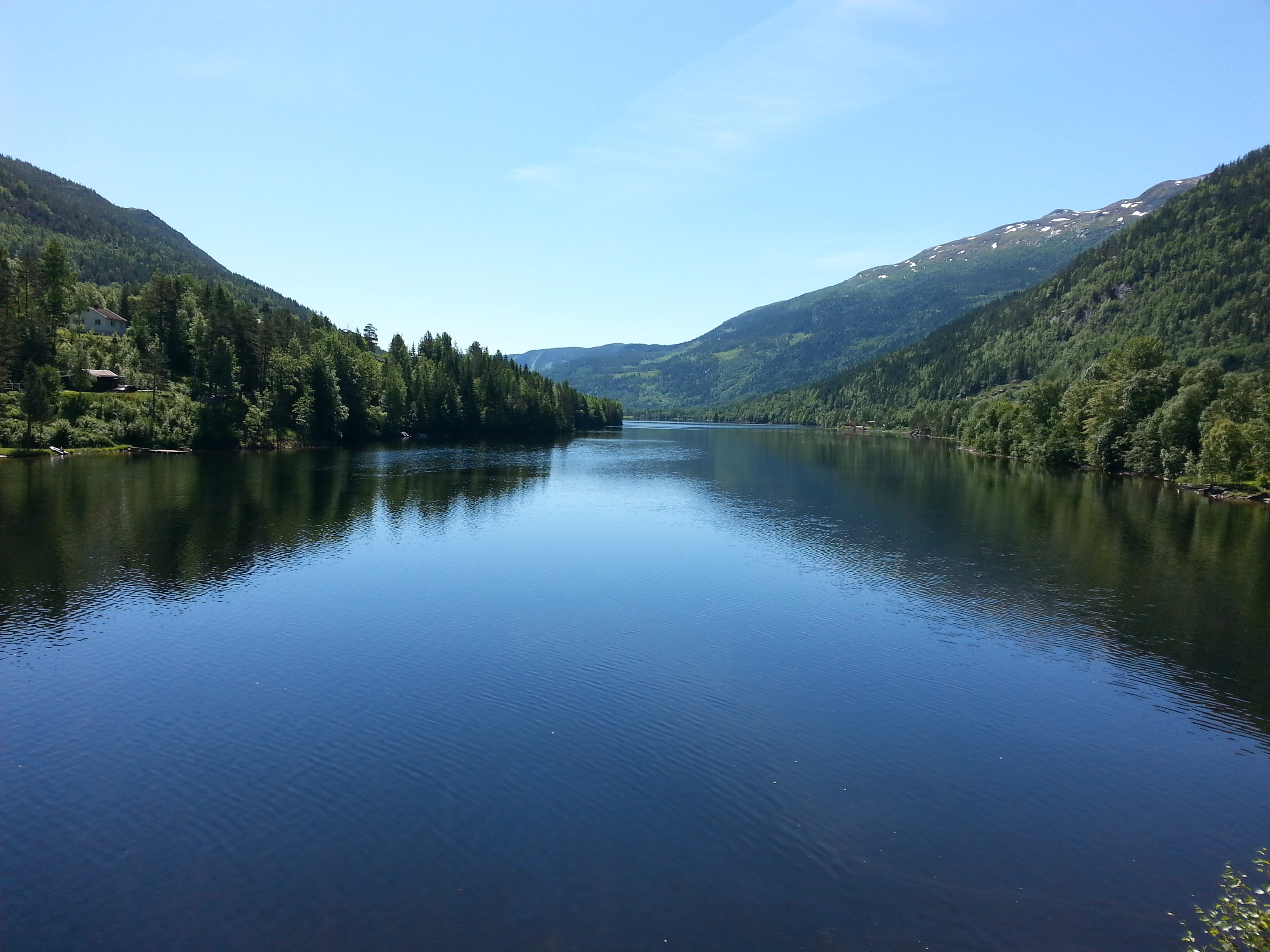
Norefjorden.